# شاهزاده حسین (ساوجبلاغ)
برج آرامگاهی شاهزاده حسین مربوط به دوره سلجوقیان است و در شهرستان ساوجبلاغ، روستای کردان واقع شده و این اثر در تاریخ ۲۵ اردیبهشت ۱۳۸۰ با شمارهٔ ثبت ۳۸۲۸ به‌عنوان یکی از آثار ملی ایران به ثبت رسیده است.

## مشخصات بنا
این بنا با نمای آجری و پلانی خورشیدی شکل و مدور روی سکوی دایره مانند استوار شده و دارای ۳۴ کنگره به ارتفاع ۶ متر است.  پوشش این گنبد دوپوش از نوع عرقچین ساخته شده است، مقبره آن در یک سرداب با طاق قوسی شکل و دیوارچینی قلوه سنگ قرار دارد.  بر اساس شواهد موجود برج آرامگاه شاهزاده حسین کردان از آثار دوره سلجوقیان به شمار می رود و بنای دیگری در شمال این برج مشاهده می شود که متعلق به بی‌بی نساء خواهر شاهزاده حسین است.